# Дугельна Тетяна Миколаївна
Тетяна Миколаївна Дугельна, до шлюбу Павлишина (нар. 12 липня 1970, Джулинка, Вінницької області, Україна) — українська письменниця, членкиня НСПУ, публіцистка, громадська діячка, психологиня. Авторка запатентованих методик розвитку особистості, відновлення та збереження психічного, ментального та фізичного здоров'я.
Авторка понад 20 книжок з психології сімейних стосунків, гендерної психології, методик роботи з психосоматичними розладами та особистісними кризами, філософських та світоглядних есе та казок.
За понад 20 років психотерапевтичної практики стала відомою експерткою в українських та зарубіжних ЗМІ та ведучою власних авторських програм на каналі «Калина» (2012 р.). Заснувала власний медіапроєкт «Почни з себе», який транслювався до 2020 року на інформаційному порталі «Журналіст»  [Архівовано 6 грудня 2020 у Wayback Machine.].
З початку повномасштабного вторгнення Росії почала працювати над збіркою творів військового часу у стилі малої літературної форми, частина яких уже була опублікована. Також почала проводити групи психологічної підтримки та освітні ефіри для допомоги глядачам та слухачам у подоланні кризових станів та адаптації до викликів військового часу.
З жовтня 2022 року почала дослідницьку письменницьку діяльність на каналі «Калина» українських традицій, обрядів та звичаїв. Мета створення каналу: відновлення у українців через образи та метафори генетичної пам'яті їхньої належності до нащадків великих аріїв (оріїв) українців-русичів.

## Біографія
Тетяна Павлишина народилася 12 липня 1970 року в селі Джулинка Вінницької області, Україна. Батько — Павлишин Микола Григорович, працівник сільського господарства. Мати — Павлишина Катерина Іванівна (до шлюбу Мальована), продавчиня в сільському магазині. Одружена. Чоловік – Дугельный Віталій. Родина має двох дочок та онучку і онука.
Тетяна Дугельна здійснила більше 30 науково-дослідницьких експедицій у різні країни світу, в тому числі – Єгипет, Індія, Мексика, Китай, Японія, країни Балтії та Європи. Навчалася у провідних навчальних центрах Сходу. Викладала власні освітні програми у Франції, Румунії та Єгипті. Постійно інтегрує провідний досвід та знання з різних країн у свою письменницьку діяльність. При цьому працює над дослідженням ранніх періодів української історії та культури, зокрема Трипілля.

### Освіта[1]
1977—1985 роки — середня школа № 1 міста Бершадь, 1988 рік — Вінницьке медичне училище імені Академіка Д. К. Заболотного за спеціальністю «фельдшер-лаборант».
2000 року вступила до Київського міжнародного університету на психологічний факультет, який закінчила 2006 року з відзнакою.
2002 року пройшла навчання в АНО «Інститут Танатотерапії» (Москва) за кваліфікацією танатотехніка.
2003 року отримала сертифікат фахівця з управління конфліктами у сучасних організаціях на базі «Української асоціації організаційних психологів та психологів праці».
2004 року закінчила курси підвищення кваліфікації зі психотерапії при Українській військово-медичної академії, отримавши освіту психотерапевта. Того ж року закінчила курс підвищення кваліфікації при МАУП «Харківський інститут», отримала сертифікат у галузі позитивної психології та психотерапії, а також транскультурної сімейної терапії та психосоматичної медицини. Отримала кваліфікацію майстра холодинаміки, навчаючись у доктора медичних наук, професора Попової Л. А.
2006 року підвищувала кваліфікацію на базі Національної Медичної Академії післядипломної освіти ім. П. Л. Щупика.
2007 року проходила навчання на семінарі Станіслава Грофа за темами «Найбільша подорож: свідомість і таємниця смерті» і «Коріння глобальної кризи та шляхи виходу з неї». Також взяла участь у науково-практичному семінарі Носсрат Пезешкіан за темою «Позитивна психотерапія в дії».
2008 року закінчила навчання за темою «Робота з сексуальними розладами в позитивній психотерапії» на базі Українського Інституту позитивної психотерапії за підтримки Міжнародної асоціації позитивної психотерапії.
2010 року навчалася у Берта Хеллінгера, автора сімейних розстановок, пройшла семінар на тему «Успіх у житті. Успіх у професії. Як їх досягти разом», організований Українською асоціацією сімейних розстановок. Пройшла навчальний семінар на базі Київського просвітницького миротворчого центру «Проміцентр» за темою «Розумій сигнали свого тіла. Метафізика хвороби» (Київ) відомого світового психотерапевта Ліз Бурбо.
2011 року навчання у Міжнародній програмі Володимира Баскакова "Культура тіла" за фахом "Робота зі страхом смерті".
2012 року отримала диплом на авторському курсі Густава Водічки "Мала літературна форма".
2014 року навчалася у Вищій школі психології (Київ) на курсі професора Володимира Доморацького «Системна сексологія».
2017 року проходила курс письменницької майстерності "Лабораторія першої стрічка" Юлії Дикої
2023 року проходила курс «Психологічна допомога військовослужбовцям та їх близьким» в Південноукраїнському центрі професійного розвитку керівників та фахівців соціономічної сфери державного закладу "Південноукраїнський національний педагогічний університет імені К. Д. Ушинського"

### Досягнення[1][6][7]
2005 року разом з чоловіком заснувала один з перших в Україні центрів психології сім'ї «Лелека». Фахівці центру допомагали розвивати здібності у дітей, поліпшувати якість спілкування в сім'ї, продуктивно вирішувати конфлікти. У центрі проходили практику студенти психологи Київського міжнародного університету та інших ВНЗ Києва.
2006 року підготовка та проведення Круглого столу на тему "Шлях творчого саморозкриття у просторі усвідомленого кохання" на базі Київського національного університету імені Тараса Шевченка.
2006 року отримала Золоту медаль та диплом «Гордість Університету» за високі досягнення у навчанні, активну громадську позицію і професіоналізм
2006 року участь у Міжнародному форумі недержавних організацій "Сім'я від А до Я" за підтримки Дитячого Фонду Об'єднаних Націй UNICEF при сприянні Міністерства охорони здоров'я України та Міністерства України у справах сім'ї, молоді та спорту.
2010 року видана перша книга про стосунки чоловіка і жінки «І Створив Жінку», що перевидавалася в Україні п'ять разів і стала бестселером.
2010 року Нагорода «Жінка третього тисячоліття» за просвітницьку діяльність та популяризацію психологічної допомоги населенню
2010 року Нагорода Українського Фонду Культури «За особливі заслуги в розвитку психології і педагогіки в Україні».
2011 року Номінація «Психолог-експерт України» за рекордну кількість контактів із засобами масової інформації на психологічному конкурсі, який проводив Жіночий фестиваль "Аніма".
2012 року оргкомітет Одеського фестивалю "Vita-fest" висловив вдячність за підтримку, професіоналізм, компетентність та відданість шляхетній справі.
2017 року до святкування Року Японії в Україні було перекладено у співавторстві з Ганною Вознюк (перекладачкою, східнознавицею) Поезію Імператора Мейдзі з японської мови на українську мову
2021 року проведена презентація книги "Абсолютна Енергія Любові" на базі Львівської Обласної Бібліотеки для Юнацтва ім. Романа Іваничука
2022 року опубліковані есе про Російсько-українську війну (з 2014) у Літературному альманаху "Відродження"
2023 року у Вінницькій бібліотеці імені Отамановського відбулась презентація книги “УКРАЇНА. Відроджена у вогні. Хроніки Перемоги” 
2025 року на Amazon розміщені: 
- англійською мовою книга "ЗАБОРОНИ собі ОБРАЗИ. Основи ментального здоров'я"
- українською мовою книга "УКРАЇНА. Вдроджена у вогні. Хроніки Перемоги"
- українською мовою книга "ЗЕМЛЯ БОГІВ. Роман про створення світу"
- українською мовою книга "ГОЛОС ІСТИНИ. Притчі та духовні практики"

Написала, видала і перевидала більше 25 книг, включаючи електронні. Книги «І створив Жінку», «Заборони собі образи. Почни прощення з себе», «Звучання істини. Почни усвідомленість з себе», «Веселка відкритого серця. Духовні практики управління емоціями», «Жіноче тіло вміє любити», «Посмішка душі. Гармонізуючі казки про радість і кохання» стали бестселерами та видані тиражами більше 3000 екземплярів кожна.
Співпрацює з багатьма ЗМІ України і країн СНД як експертка в галузі сімейних відносин, авторка статей у ЗМІ

## Авторські розробки
1. Свідоцтво України на торговельну марку "Тот*АИЯ" (2022)[22]
2. Свідоцтво України на торговельну марку "ПОЧНИ З СЕБЕ!" (2009)[23]
3. Патент України на винахід "Сиситема для профілактики негативних психоемоційних станів людини" (2021)[24]
4. Патент України на винахід "Спосіб гармонізації, відновлення та корекції психологічного стану людини "Світлоносне Дихання" (2010)[25]
5. Авторське право на твір - літературний письмовий твір белетристичного характеру "АБСОЛЮТНА ЕНЕРГІЯ ЛЮБОВІ. Духовні есе Тетяни Дугельної на поезії Імператора Мейдзі" (2018)[26]
6. Авторське право на твір - літературний письмовий твір белетристичного характеру "И Создал Женщину..." (2010)[27]
7. Авторське право на твір - літературний письмовий твір наукового характеру "ТАЙНА ТЕЛА СВЕТА. Нумерология духовного ТАРО" (2020)[28]
8. Авторське право на твір - літературний письмовий твір наукового характеру "АКТИВАЦИЯ ТЕЛА СВЕТА. Космические Законы от Совершенства до Мудрости" (2020)[29]
9. Авторське право на твір - збірник гармонізуючих казок для дорослих і дітей "Гармонія серця" (2010)[30]
10. Авторське право на твір - літературний письмовий твір науково-популярного характеру "Медитативная практика "Поле Любви" (2008)[31]
11. Авторське право на твір - збірник творів "Улыбка Души" ("Посмішка Душі") (2009)[32]
12. Авторське право на твір - літературний письмовий твір науково-популярного характеру "МЕТАФИЗИКА ЖЕНСКОГО ЗДОРОВЬЯ. НАЧНИ ИСЦЕЛЕНИЕ С СЕБЯ! ПРАКТИКА СЕКСУАЛЬНОЙ КУЛЬТУРЫ" (2017)[33]
13. Авторське право на твір - літературний письмовий твір науково-популярного характеру "СЕМЬЯ: SEX и Любовь" (2017)[34]
14. Авторське право на твір - літературний письмовий твір белетристичного характеру "БОГИ НА ЗЕМЛЕ" (2017)[35]
15. Авторське право на твір - літературний письмовий твір науково-популярного характеру "ЗВУЧАНИЕ ИСТИНЫ. НАЧНИ ОСОЗНАННОСТЬ С СЕБЯ" (2017)[36]
16. Авторське право на твір - літературний письмовий твір науково-популярного характеру "О сокровенном" (2017)[37]
17. Авторське право на твір - літературний письмовий твір науково-популярного характеру "Радуга открытого сердца" (2017)[38]
18. Авторське право на твір - літературний письмовий твір белетристичного характеру "Улыбка Души" (2017)[39]
19. Авторське право на твір - літературний письмовий твір науково-популярного характеру "СЕМЬЯ: Муж и Жена" (2017)[40]
20. Авторське право на твір - літературний письмовий твір науково-популярного характеру "Запрети себе обиды! Начни прощение с себя" (2017)[41]
21. Авторське право на твір - літературний письмовий твір науково-популярного характеру "Кодекс счастливой семейной жизни" (2017)[42]
22. Авторське право на твір - літературний письмовий твір науково-популярного характеру "Женское тело умеет любить. Практики исцеления, здоровья и сексуальности" (2017)[43]
23. Авторське право на твір - літературний письмовий твір науково-популярного характеру "Метафизика женского здоровья. Начни исцеление с себя! Практика сексуальной культуры" (2017)[44]
24. Авторське право на твір - збірка літературних письмових творів наукового характеру "Сборник медитативных практик "АНГЕЛЬСКАЯ СВЕТОВАЯ МЕДИЦИНА" (2021)[45]
25. Авторське право на твір - літературний письмовий твір наукового характеру "АУТОТРЕНІНГ ДИХАННЯ СВІТЛОМ" (2021)[46]
26. Авторське право на твір - збірка творів наукового характеру з ілюстраціями "Онлайн курс Татьяны Дугельной "Истоки женского здоровья" (2020)[47]
27. Авторське право на твір - збірка творів наукового характеру з ілюстраціями "Онлайн курс Татьяны Дугельной "Изобилие. Процветание. Достаток" (2020)[48]
28. Авторське право на твір - збірка творів наукового характеру з ілюстраціями "Онлайн курс Татьяны Дугельной "Активация любви к себе. Уроки прощения и благодарности" (2020)[49]
29. Авторське право на твір - збірка творів наукового характеру з ілюстраціями "Семидневный онлайн марафон Татьяны Дугельной "Сакральный элемент красоты и молодости" (2020)[50]
30. Авторське право на твір - літературний письмовий твір наукового характеру "Электронная книга "МАТРИЦА ТЕЛА СВЕТА. Нумерология духовного ТАРО" (2020)[51]
31. Авторське право на твір - збірка творів наукового характеру з ілюстраціями "Серия онлайн мастер-классов Татьяны Дугельной "ЛЮБИ, МЕЧТАЙ, ДЕЙСТВУЙ" (2020)[52]
32. Авторське право на твір - збірка творів наукового характеру з ілюстраціями "Семидневный онлайн марафон Татьяны Дугельной "Формула уверенности в себе" (2020)[53]
33. Авторське право на твір - збірка творів наукового характеру з ілюстраціями "Сборник авторских вебинаров Татьяны Дугельной "ЖЕНЩИНА, наполненная любовью" (2020)[54]
34. Авторське право на твір - збірка творів наукового характеру з ілюстраціями "Семидневный онлайн марафон Татьяны Дугельной "Сила любви к себе" (2020)[55]
35. Авторське право на твір - збірка творів наукового характеру з ілюстраціями "Авторский онлайн курс Татьяны Дугельной "Нумерология Духовного ТАРО. Матрица Тела Света" (2020)[56]

## Видані друковані книги за алфавітом[57]
1. Абсолютна Енергія Любові / Тетяна Дугельна. — К.: Час Успіху, 2017. — 260 с. — ISBN 978-966-97623-6-8
2. Активація Тіла Світла. Космічні Закони від Досконалості до Мудрості / Тетяна Дугельна (Тот*АИЯ). — К.: Час Успіху, 2020. — 288 с. — ISBN 978-617-7851-01-0
3. Боги на Землі. Роман про Створення / Тетяна Дугельна. — К.: Ніка-Центр, 2016. — 256 с. ISBN 978-966-521-677-3
4. Веселка відкритого серця. Духовні практики управління емоціями / Тетяна Дугельна. — К.: Час Успіху, 2016. — 432 с., 8 с. кольор. вкл. — ISBN 978-966-97623-1-3
5. ГОЛОС ІСТИНИ. Притчі та духовні практики / Тетяна Дугельна. —К.: Час Успіху, 2024. — 351 с. — ISBN 978-617-7851-03-4
6. Жіноче тіло вміє любити. Практики зцілення, здоров'я і сексуальності / Тетяна Дугельна. — К.: Ніка-Центр, 2013. — 408 с. — ISBN 978-966-521-636-0
7. ЗАБОРОНИ собі ОБРАЗИ. Основи ментального здоров’я /  Тетяна Дугельна. — К.: Саміт-книга, 2023. — 336 с. — ISBN 978-966-986-539-7
8. Заборони собі образи. Почни прощення з себе: Практики ефективного вибачення / Тетяна Дугельна. — К.: Час Успіху, 2016. — 304 с. — ISBN 978-966-97623-0-6
9. Звучання істини. Почни усвідомленість з себе: Притч 77 + 77 Практик / Тетяна Дугельна. — К.: Ніка-Центр, 2015. — 288 с. — ISBN 978-966-521-618-6
10. ЗЕМЛЯ БОГІВ. Роман про створення світу / Тетяна Дугельна. —К.: Час Успіху, 2024. — 213 с. — ISBN 978-617-7851-02-7
11. І Створив Жінку … Практичний посібник з відродження божественної жіночності / Тетяна Дугельна. — 3-е вид.- К.: Ніка-Центр, 2013. — 344 с. — ISBN 978-966-521-563-9
12. Кодекс щасливого сімейного життя / Тетяна Дугельна. — Київ: Час Успіху, 2017. — 400 с. — (серія «Решебник сімейних завдань») — ISBN 978-966-97623-4-4
13. Метафізика жіночого здоров'я. Почни зцілення з себе! Довідник жіночих хвороб / Тетяна Дугельна. — К.: Ніка-Центр, 2012. — 256 с. — ISBN 978-966-521-615-5
14. Метафізика жіночого здоров'я. Почни зцілення з себе! Практика сексуальної культури / Тетяна Дугельна. — К.: Ніка-Центр, 2012. — 216 с. — ISBN 978-966-521-610-0
15. Посмішка душі. Гармонізуючи казки про радість і кохання / Тетяна Дугельна. — К.: Ніка-Центр, 2011. — 136 с. — ISBN 978-966-521-574-5
16. Про Потаємне. Есе про жіночу психологію / Тетяна Дугельна. — К.: Ніка-Центр, 2013. — 160 с. — ISBN 978-966-521-629-2
17. Сім'я: Чоловік і Дружина: 77+ завдань і рішень про права та обов'язки / Тетяна Дугельна. — Київ: Час Успіху, 2017. — 168 с. — (серія «Решебник сімейних завдань») — ISBN 978-966-97623-3-7
18. Сім'я: Sex і Любов: 77+ завдань і рішень по сексуальності і любові / Тетяна Дугельна. — Київ: Час Успіху, 2017. — 144 с. — (серія «Решебник сімейних завдань») — ISBN 978-966-97623-2-0
19. Тайна Тіла Світла. Нумерологія духовного Таро / Тетяна Дугельна (Тот*АИЯ). — К.: Час Успіху, 2021. — 560 с. — ISBN 978-617-7851-00-3
20. УКРАЇНА. Відроджена у вогні. Хроніки Перемоги / Тетяна Дугельна. — К.: Саміт-книга, 2023. — 239 с. — ISBN 978-966-986-531-1

## Видані електронні книги за алфавітом[58]
1. Аура -  тонкий одяг людини / Тетяна Дугельна
2. П'ять кращих казок про Любов / Тетяна Дугельна
3. Практики управління емоціями / Тетяна Дугельна
4. Психосоматика та метафізика зцілення життя / Тетяна Дугельна
5. Стрес перемагається Любов'ю / Тетяна Дугельна
6. ГОЛОС ІСТИНИ. Притчі та духовні практики / Тетяна Дугельна
7. ЗАБОРОНИ собі ОБРАЗИ. Основи ментального здоров’я / Тетяна Дугельна
8. ЗЕМЛЯ БОГІВ. Роман про створення світу / Тетяна Дугельна
9. УКРАЇНА. Відроджена у вогні. Хроніки Перемоги / Тетяна Дугельна